# Ingleburn
Ingleburn är en del av en befolkad plats i Australien. Den ligger i kommunen Campbelltown Municipality och delstaten New South Wales, i den sydöstra delen av landet, omkring 35 kilometer sydväst om delstatshuvudstaden Sydney. Antalet invånare är 13 902.
Runt Ingleburn är det tätbefolkat, med 591 invånare per kvadratkilometer.. Närmaste större samhälle är Bankstown, omkring 18 kilometer nordost om Ingleburn. 
I omgivningarna runt Ingleburn växer i huvudsak städsegrön lövskog. Genomsnittlig årsnederbörd är 1 288 millimeter. Den regnigaste månaden är februari, med i genomsnitt 215 mm nederbörd, och den torraste är juli, med 34 mm nederbörd.